# Pektinmethylesterase
Pektinmethylesterase (Abkürzung: PME, EC 3.1.1.11, auch: Pektindemethoxylase, Pektinmethoxylase) ist allgemein verbreitetes Enzym in der Zellwand in allen höheren Pflanzen sowie einigen Bakterien und Pilzen, das die Methylester der Pektine spaltet und dabei Poly-Galacturonsäure bildet und Methanol freisetzt. PME wurde in vielen Isoformen isoliert.

## Funktion
Untersuchungen haben gezeigt, dass PME eine Rolle bei vielen physiologischen Prozessen spielt, z. B. bei der Reifung von Früchten, dem Abwerfen von Blättern (Abszission), dem Streckungswachstum von Pflanzenzellen und bei der Wurzelausbildung.

## Verwendung
PME wird z. B. in der Lebensmitteltechnologie eingesetzt, um einheitliche Produktqualität zu 
gewährleisten.